# Медресе Ходжа Нихол
Медресе Ходжа Нихол (Ходжа Нихоль, Нихол) (узб. Xo'ja Nihol madrasasi) — утраченное здание медресе в Бухаре (Узбекистан), воздвигнутое при узбекском правителе Убайдулла-хане II (1702—1711) на средства одного из его последних эмиров — Ходжа Мухаммад Нихола ибн Ходжа Абдуллаха (умер 20 июня 1711 года) .
Медресе располагалось в квартале Мурдашуён (или Тиргарон); на южной стороне площади бухарского Регистана; напротив медресе Бозори гусфанд, составляя с ним единый архитектурный ансамбль — кош. По сторонам здания медресе располагались два торговых купола: Чахарсук-и Анорфурушон (позднее известный как Токи Ардфурушон и Аллафи) и Токи Тиргарон.
Медресе имело годовой доход в размере 50 тысяч таньги от вакуфных поступлений. В пользу вакф медресе были переданы земельная собственность (1879 танапов), склад и торговая лавка.
Неизвестны годы постройки здания. Медресе относилось к категории «высших» учебных заведений Бухары. В нём находилась одна из одиннадцати крупных библиотек города. Здание медресе было разрушено при Бухарской операции 1920 года Красной Армии Туркестанского фронта, под командованием М. В. Фрунзе. Снесено в начале 1920-х годов (до 1924 года).
В композиционном отношении медресе Ходжа Нихол представлял большой интерес. При его постройке, зодчими была нарушена каноническая замкнутость боковых фасадов и его наружные стены, которые обычно бывают глухими, в данном случае имели, как в медресе Кукельдаше, Хиёбоне и Бозори гусфанде (последние два утрачены), открытые балконы (лоджии) второго этажа.